# Гладковская, Мария
Мария Гладковская (пол. Maria Gładkowska) —  польская актриса театра, кино и телевидения.

## Биография
Мария Гладковская родилась 16 сентября 1957 года в Зелёна-Гуре. Актёрское образование получила в Государственной высшей театральной школе им. Александра Зельверовича в Варшаве, которую окончила в 1982 году. Актриса театров в Лодзи и Варшаве. Выступает в спектаклях польского «театра телевидения» с 1982 г.

## Избранная фильмография
- 1977 — Польские пути / Polskie drogi (только в 8-й серии)
- 1982 — Аварийный выход / Wyjście awaryjne
- 1982 — Кондор / Dogkeselyu (Венгрия)
- 1985 — Дезертиры / C.K. Dezerterzy
- 1987 — Магнат / Magnat
- 1988 — Декалог 1 / Dekalog 1
- 1989 — Вадон / Vadon (Венгрия)
- 1989 — Узник Европы / Jeniec Europy
- 1991 — Пограничье в огне / Pogranicze w ogniu (в 18-й и 19-й серии)
- 1995 — Скандал из-за Баси / Awantura o Basię
- 2002 — Шопен. Желание любви / Chopin. Pragnienie miłości
- 2004 — Король Артур / King Arthur (США)
- 2005 — Несколько человек, мало времени / Parę osób, mały czas
- 2007 — Тестостерон / Testosteron
- 2012 — Быть как Казимеж Дейна / Być jak Kazimierz Deyna